# Пирванче
Пирванче (укр. Пірванче) — село в Гороховской городской общине Луцкого района Волынской области Украины.
До 2020 года входило в Гороховский район.
Код КОАТУУ — 0720886101. Население по переписи 2023 года составляет 593 человек. Почтовый индекс — 45733. Телефонный код — 3379. Занимает площадь 22,71 км².